# پورشه ۹۱۱ جی‌تی۳
پورشه ۹۱۱ جی‌تی۳ (به انگلیسی: Porsche 911 GT3) خودرویی است که در سال‌های ۱۹۹۹ تا کنون در اشتوتگارت و آلمان تولید شده‌است.
این خودرو در کلاس خودرو اسپورت قرار گرفته و طراحی آن خودروهای موتور عقب-محور عقب بوده‌است. سیستم جعبه‌دندهٔ آن ۶ دنده به صورت دستی است.

## نگارخانه

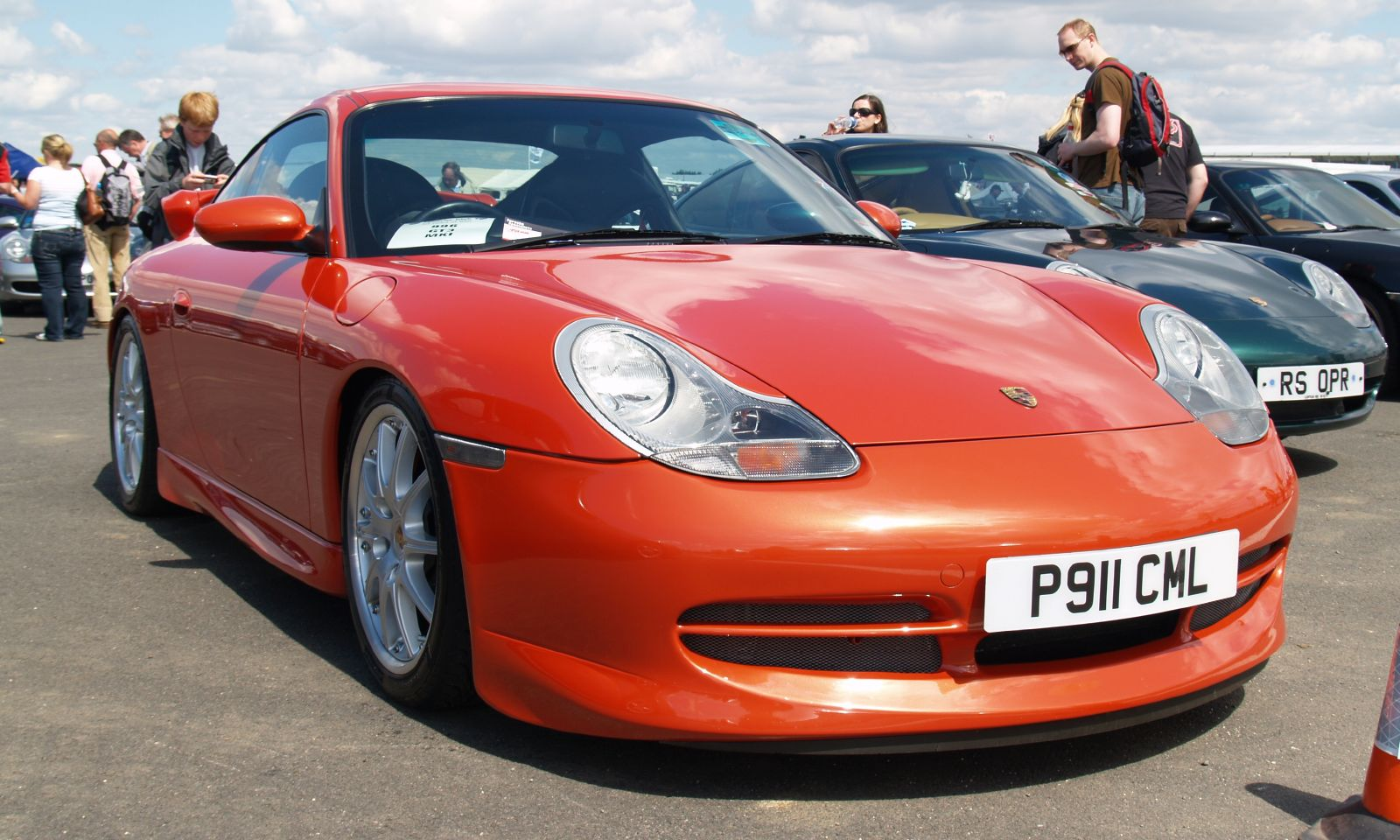
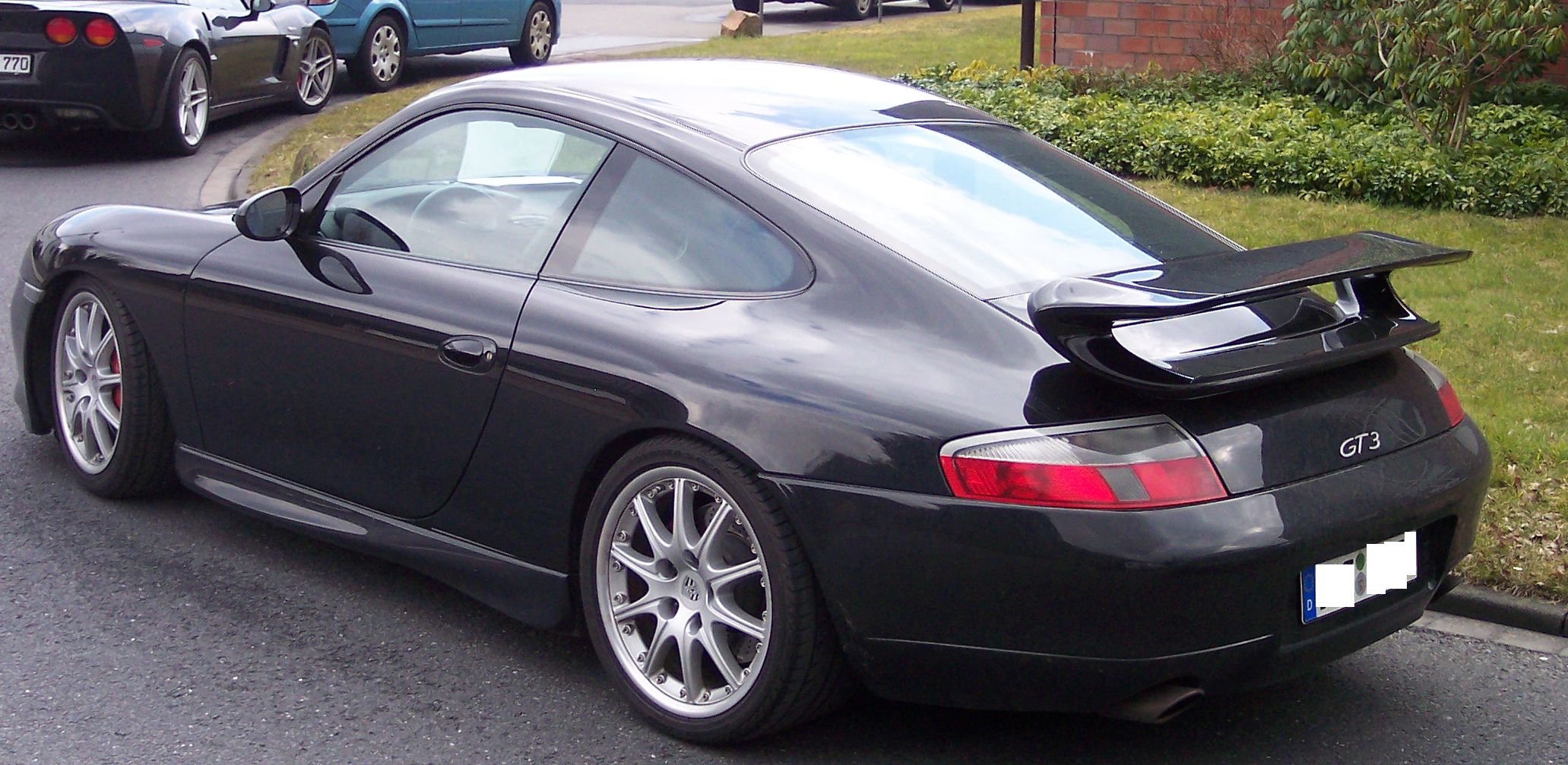
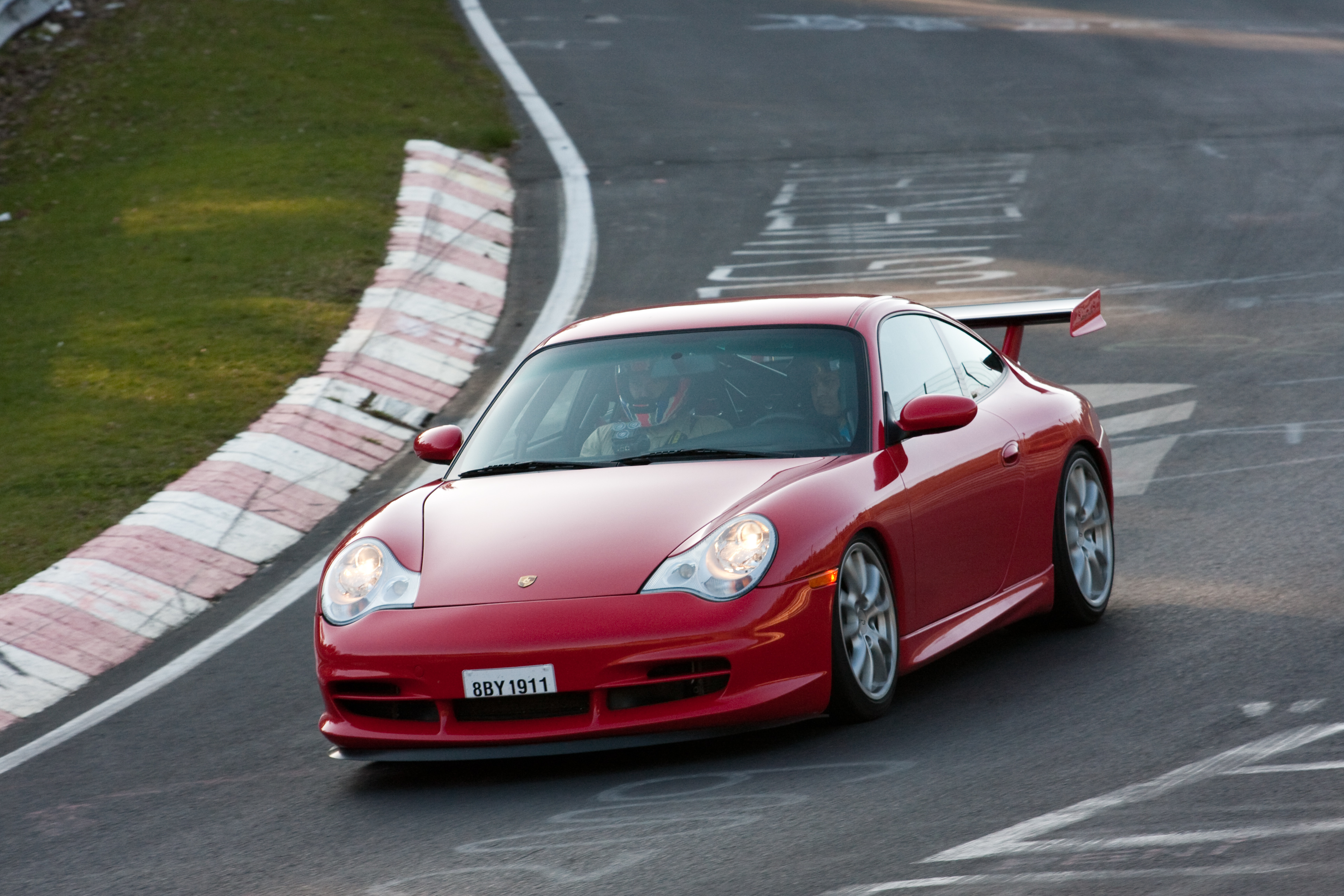
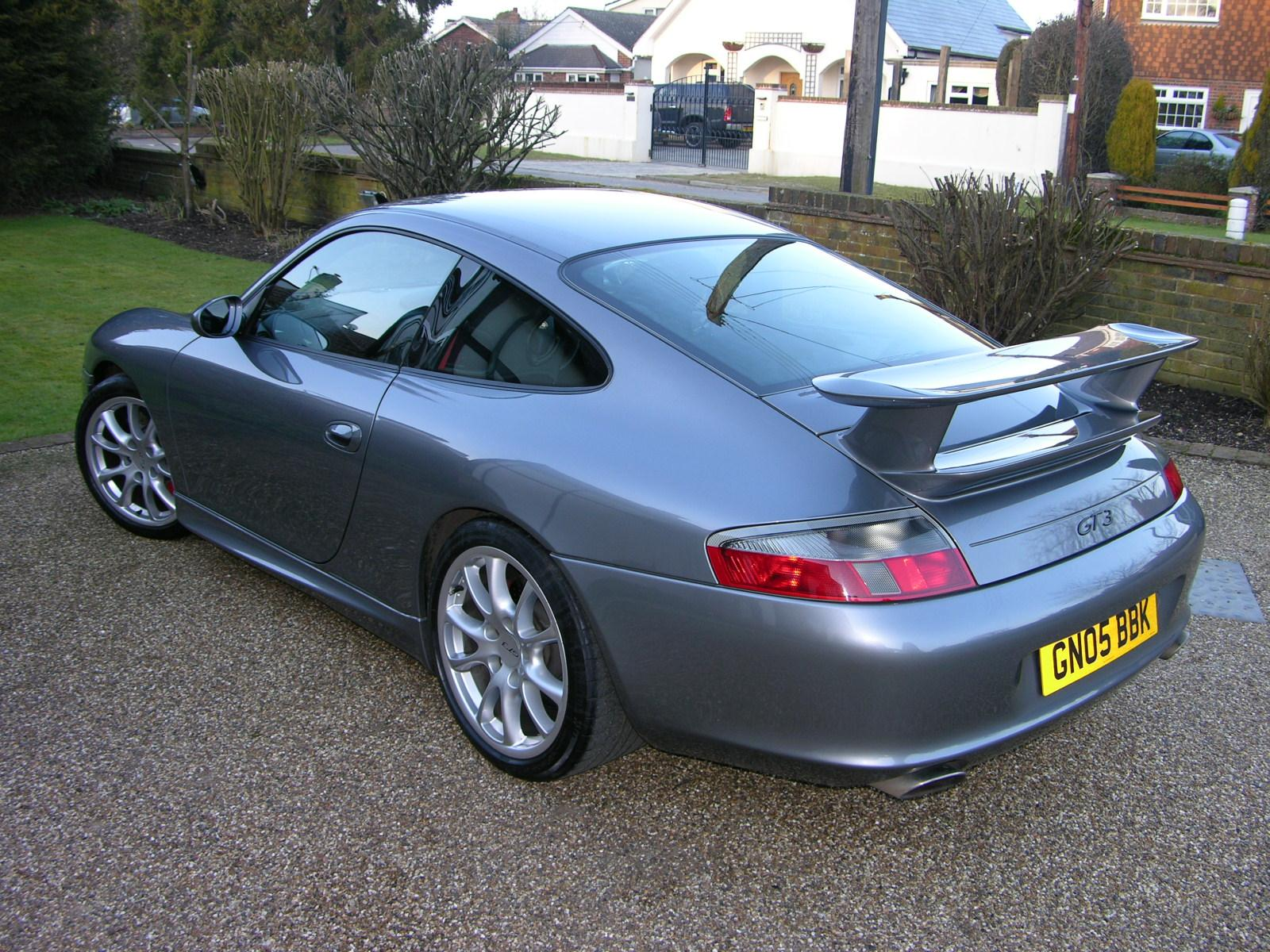